# Christina Schmuck
Christina Schmuck detta Christa (Salisburgo, 25 gennaio 1944) è un'ex slittinista tedesca occidentale.
Dopo la riunificazione della Germania (1990), acquisì la cittadinanza tedesca.

## Biografia
Gareggiò unicamente per la nazionale tedesca occidentale nella specialità del singolo.
Prese parte a due edizioni dei Giochi olimpici invernali: a Grenoble 1968 vinse la medaglia d'argento, dopo che le tre slittiniste della Germania Est che la precedevano in classifica vennero squalificate per aver riscaldato i pattini delle proprie slitte, una pratica proibita che rende minore l'attrito delle lame sul ghiaccio, ed a Sapporo 1972, in quella che fu la sua ultima gara a livello internazionale, giunse in decima posizione.
Prese parte altresì a cinque edizioni dei campionati mondiali, conquistando una medaglia d'argento ed una di bronzo, rispettivamente a Schönau am Königssee 1970 ed a Schönau am Königssee 1969. Nelle rassegne continentali vinse il titolo europeo a Schönau am Königssee 1967 e la medaglia di bronzo ad Hammarstrand 1970.

## Palmarès

### Olimpiadi
- 1 medaglia:
  - 1 argento (singolo a Grenoble 1968).

### Mondiali
- 2 medaglie:
  - 1 argento (singolo a Schönau am Königssee 1970);
  - 1 bronzo (singolo a Schönau am Königssee 1969).

### Europei
- 2 medaglie:
  - 1 oro (singolo a Schönau am Königssee 1967);
  - 1 bronzo (singolo ad Hammarstrand 1970).